# Strephonota azurinus
Strephonota azurinus is een vlinder uit de familie van de Lycaenidae. De wetenschappelijke naam van de soort is voor het eerst geldig gepubliceerd in 1872 door Arthur Gardiner Butler & Herbert Druce. De soort is bekend uit Costa Rica.